# Thomas Osbert Mordaunt
Thomas Osbert Mordaunt, FRS (* 30. Januar 1730 in London; † 13. Februar 1809) war ein britischer Offizier und Gelegenheitspoet.

## Leben
Über sein Leben ist heutzutage nur wenig bekannt. Er war mit der Adelslinie der Earls of Peterborough verwandt – sein Großonkel war Charles Mordaunt, 3. Earl of Peterborough – und kam Anfang 1730 als zweites Kind von Colonel Charles Mordaunt und dessen zweiter Ehefrau Ann Scroope zur Welt. Mit Charles Louis (1729–1808) und Henry (1732–1778) hatte er zwei Brüder. Seine Taufpaten waren seine Onkel Henry Herbert, 9. Earl of Pembroke (1693–1750) und Thomas Page sowie die Tante Juliana Page. Die Familie lebte in der Londoner Gerard Street (heute Zentrum der dortigen Chinatown). In seiner Jugend war Thomas Osbert Ehrenpage von Prinzessin Augusta von Hannover. Er diente als Offizier in der British Army und kämpfte im Siebenjährigen Krieg (1756–1763). 1778 wurde er zum Aide-de-camp für König Georg III. ernannt. 1782 wurde er zum Major-General und 1793 zum Lieutenant-General befördert. Am 14. April 1796 wurde er zum Fellow der Royal Society gewählt.

## The Call
Nachhaltige Bekanntheit erlangte Mordaunt durch ein einziges – zunächst namenloses – Gedicht mit 14 Strophen. Es wurde erstmals am 12. Oktober 1791 in der von Oliver Goldsmith gegründeten, wöchentlich in Edinburgh erscheinenden Literaturzeitschrift The Bee veröffentlicht und stand unter der Überschrift „A Poem, said to be written by Major Mordaunt during the last German War. Never before published.“ 1816 griff der berühmte schottische Schriftsteller Walter Scott die elfte Strophe für seinen Roman Old Mortality auf, änderte sie leicht ab und stellte sie dem Kapitel XIII des zweiten Bandes vor. Als Urheber gab er Anonymus an.
Mordaunts Version der elften Strophe
Sound, sound the clarion, fill the fife,
Throughout the sensual world proclaim,
One crowded hour of glorious life
Is worth an age without a name.
Scotts Version der elften Strophe
Sound, sound the clarion, fill the fife!
To all the sensual world proclaim,
One crowded hour of glorious life
Is worth an age without a name.
Da Scott dafür bekannt war, einige seiner Werke anonym zu veröffentlichen, ging man über ein Jahrhundert davon aus, dass die Zeilen von ihm stammten. Zwar wurde nach seinem Tod die besagte Ausgabe von The Bee in seiner Privatbibliothek gefunden, man schenkte dem Magazin jedoch keine weitere Aufmerksamkeit. Im Laufe der Jahre wuchs die Popularität der – in Ermangelung eines Titels The Call genannten – Strophe und insbesondere die letzten zwei Zeilen entwickelten sich zu einem bis heute im Vereinigten Königreich häufig zitierten Spruch.
Erst im Sommer 1920 entdeckte James Rankin aus Galashiels die literarische Verbindung und rückte Mordaunt somit ins Blickfeld der Öffentlichkeit und der literaturwissenschaftlichen Fachwelt.